# Carl Ludwig Fink
Carl Ludwig Fink (* 24. Februar 1821 in Potsdam; † 15. Februar 1888 in Berlin) war ein deutscher Maschinenbauingenieur und Hochschullehrer.

## Leben
Carl Ludwig Fink war der Sohn eines Rendanten. Er verwaiste früh und wurde Lehrling in einer Maschinenwerkstatt. Im Anschluss besuchte er die Potsdamer Gewerbeschule und danach das Königliche Gewerbe-Institut. 1852 erfolgte seine Aufnahme als Lehrer am Gewerbe-Institut. Am Gewerbe-Institut bzw. an der Königlichen Gewerbeakademie unterrichtete Fink die Fächer Maschinenkunde und Mechanische Technologie. Nach deren Aufgehen in die Königliche Technische Hochschule unterrichtete er dort Mechanische Technologie, Hebemaschinen, Fabrikanlagen und Hydraulische Motoren. In den Studienjahren 1879/1880, 1880/1881 und 1887/88 war er Vorsteher der Abteilung III für Maschinen-Ingenieurwesen.
Hauptarbeitsgebiet Finks war der Strömungsmaschinenbau. So erprobte er zusammen mit Studienkollegen bereits 1844 eine nach eigener Theorie entwickelte Fourneyron-Turbine. Seine bedeutendste Erfindung waren drehbare Leitschaufeln für die Regelung von Überdruckturbinen.
Carl Ludwig Fink war Mitglied des Vereins Deutscher Ingenieure (VDI).
Er war mit Maria, geborene Wiebe, verheiratet.